# آتچه
آتچه (به ترکی استانبولی: Atça) شهری است در کشور ترکیه که در استان آیدین واقع شده‌است. جمعیت این شهر بر اساس سرشماری سال ۲۰۰۸ میلادی ۷٬۳۹۶ نفر و بر اساس برآوردهای سال ۲۰۰۹ میلادی ۷٬۲۷۴ نفر می‌باشد.